# Steinbrüche nördlich Kirchheim
Steinbrüche nördlich Kirchheim este o arie protejată (arie specială de conservare — SAC, sit de importanță comunitară — SCI) din Germania întinsă pe o suprafață de 83,35 ha, integral pe uscat.

## Localizare
Centrul sitului Steinbrüche nördlich Kirchheim este situat la coordonatele 49°39′47″N 9°50′58″E / 49.6631°N 9.8494°E.

## Înființare
Situl Steinbrüche nördlich Kirchheim a fost declarat sit de importanță comunitară în noiembrie 2004 pentru a proteja 1 specie de animale. Situl a fost protejat și ca arie specială de conservare în aprilie 2016.

## Biodiversitate
Situată în ecoregiunea continentală, aria protejată conține 1 habitat natural: Păduri de stejar și carpen Galio-Carpinetum.
La baza desemnării sitului se află o specie protejată de  amfibieni: izvoraș-cu-burta-galbenă (Bombina variegata).